# Даут
Даут (ірл. Dubhadh) — неолітична коридорна гробниця, розташована в долині Бойн, графство Міт, Ірландія. Це одна з трьох головних гробниць об'єкти світової спадщини Бру-на-Бойн – ландшафт доісторичних пам'яток, включаючи великі коридорні гробниці Даут, Ньюгрейндж і Наут. На відміну від Ньюгренджу та Науту, Даут не датували самостійно, але її особливості узгоджуються з іншими коридорними гробницями, які датуються приблизно між 3200 та 2900 рр. до н. е. Однак Харбісон (1970) датує могилу 2500 роками – 2000 р. до н. е. Вона менш розвинена як туристична пам'ятка, ніж її сусіди, частково тому, що камера набагато нижча, а частково тому, що оздоблення менш помітне. Вона була частково розкопана в 1847 році Королівською ірландською академією, яка зірвала в повітря дах, відкривши все ще видимий кратер, хоча вона була розграбована вікінгами та попередніми мародерами задовго до цього. Археологічні та геофізичні польові обстеження всієї пам'ятки, включаючи пізніші пам'ятки, проводились епізодично з 2012—2015 років. У липні 2018 року було розкопано ще одну прохідну гробницю на території сусіднього Даут-Голу, яка виявила значні зразки неолітичного наскельного мистецтва, подібні до тих, що були в Дауті та інших місцях Бру-на-Бойн.

## Опис
Тур або курган має близько 85 метрів у діаметрі та 15 метрів заввишки та оточений великими бордюрними каменями, деякі з яких прикрашені. Кварц був знайдений впалим за межами обрізу, що свідчить про те, що вхід у цю гробницю оточував блискучий білий колір, як у Ньюгрейнджі. Із заходу в курган ведуть три облицьовані каменем проходи. Ці два проходу гробниці (відомі як Північний Даут та Південний Даут) та підземний.
Найдовший із ходів (Північний Даут) становить 18,2 метра завдовжки, його перетинають 3 пороги і закінчується в хрестоподібній камері з поперечиним (не зведеним, як у Ньюгрейнджі або Ноуті) дахом. Південний Даут завдовжки 3,5 метра і закінчується приблизно круглою камерою з сучасним бетонним дахом (початковий дах зруйнувався). У районі Північного Дауту кілька ортостатів (вертикальних каменів) проходу та камери прикрашені спіралями, шевронами, пастилами та кружечками з променями. На підлозі стоїть одинарний кам'яний басейн, розміром 1,4 м х 1 м. Праве плече хреста веде в іншу довгу прямокутну камеру з Г-подібним продовженням, що входить через низьке підвіконня, іноді званий «додатком». Це може бути найраніша частина могили, пізніше введена в проект хрестоподібної могили. Цей додаток укритий плитою завдовжки 2,4 метра, що містить овальний буллаун (штучна западина). До недавнього часу до хрестоподібної могили можна було спуститися сходами в залізній клітці та повзати по пухкому камені. Зараз доступ обмежений, а всі особливості захищені металевими решітками.
Вхід до Південного Дауту позначений бордюрним каменем із знаками чашок, спіраллю та квітковим дизайном. Хоча нинішній дах сучасний, цілком можливо, що оригінальний був зведений, як у Ньюгрейнджі. Ця могила має кілька прикрашених каменів і велике праворучне заглиблення.
Третій вхід, який видно із західного боку Дауту, — це ранньохристиянський підземний тунель. Він веде до проходу Північного Дауту і був побудований приблизно в 10 або 11 столітті н. е. В «Анналах Ольстера» та «Анналах чотирьох майстрів» йдеться про скандинавців, які грабують «печеру» Дауту близько 862 р. н. е.; «Печера» у цьому описі може стосуватися підземного тунелю.
Спочатку курган мав близько 115 бордюрних каменів, що оточували його. Кербстон 51, який іноді називають Каменем семи сонць, має низку радіальних круглих різьблень, подібних до тих, що були у Лох-Крю.
Курган був широко розкопаний у XIX столітті, і кратер, спричинений розкопками, здається, не був заповнений, що призвело до того, що він згодом використовувався для видобутку каменю.

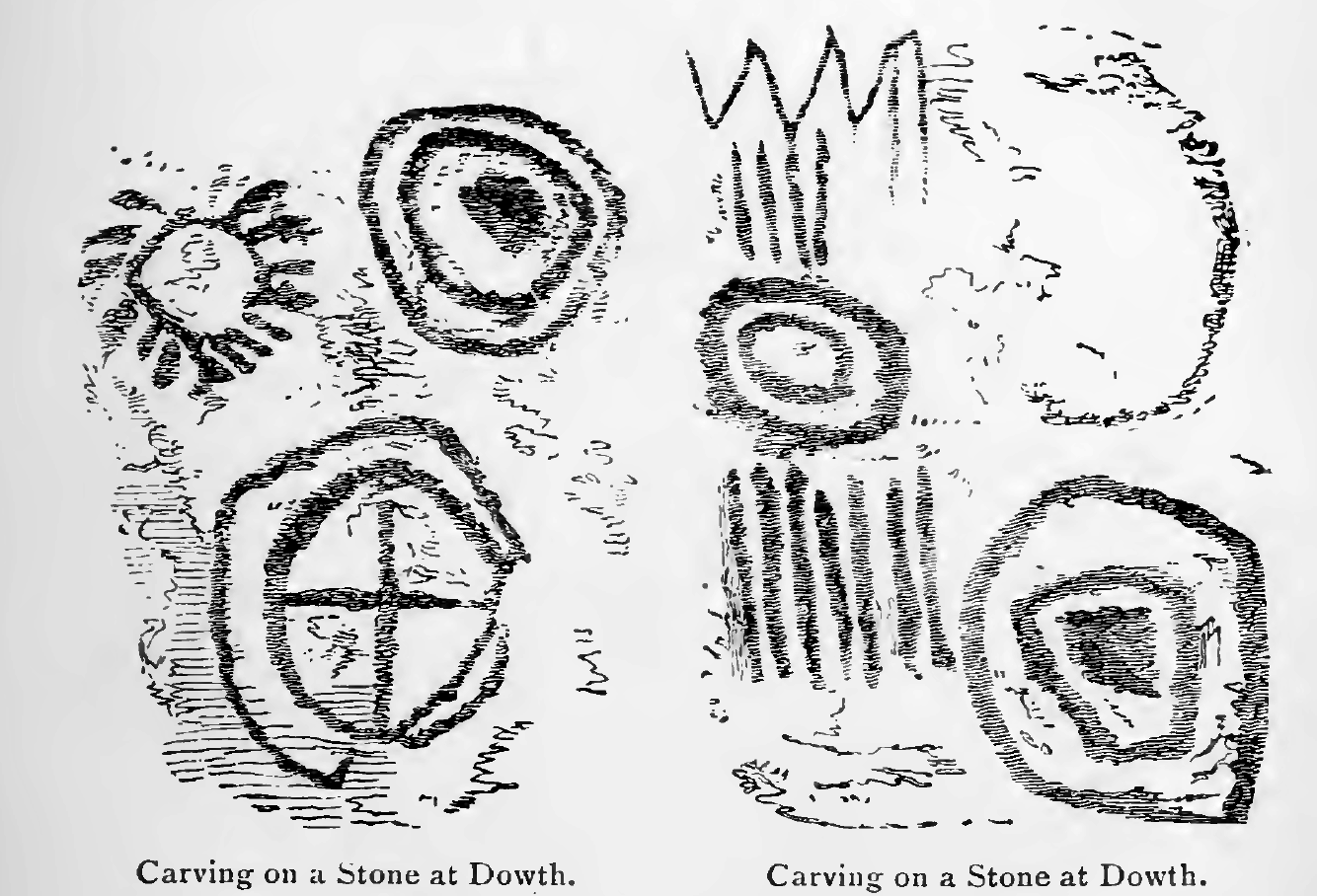
Малюнки кам'яної різьби з Дауту

## Астрономічне шикування
Даут проводить особливе сонячне свято з сусіднім Ньюгрейнджем під час зимового сонцестояння. Мартін Бреннан, автор книги «Зірки та камені: стародавнє мистецтво та астрономія в Ірландії — Темза та Хадсон 1983» виявив надзвичайну співпрацю під час свого десятирічного навчання в долині Бойн. Із листопада по лютий промені вечірнього сонця сягають проходу, а потім камери Південного Дауту. Під час зимового сонцестояння світло низького сонця рухається уздовж лівого боку проходу, потім у кругову камеру, де сонце осяває три камені.

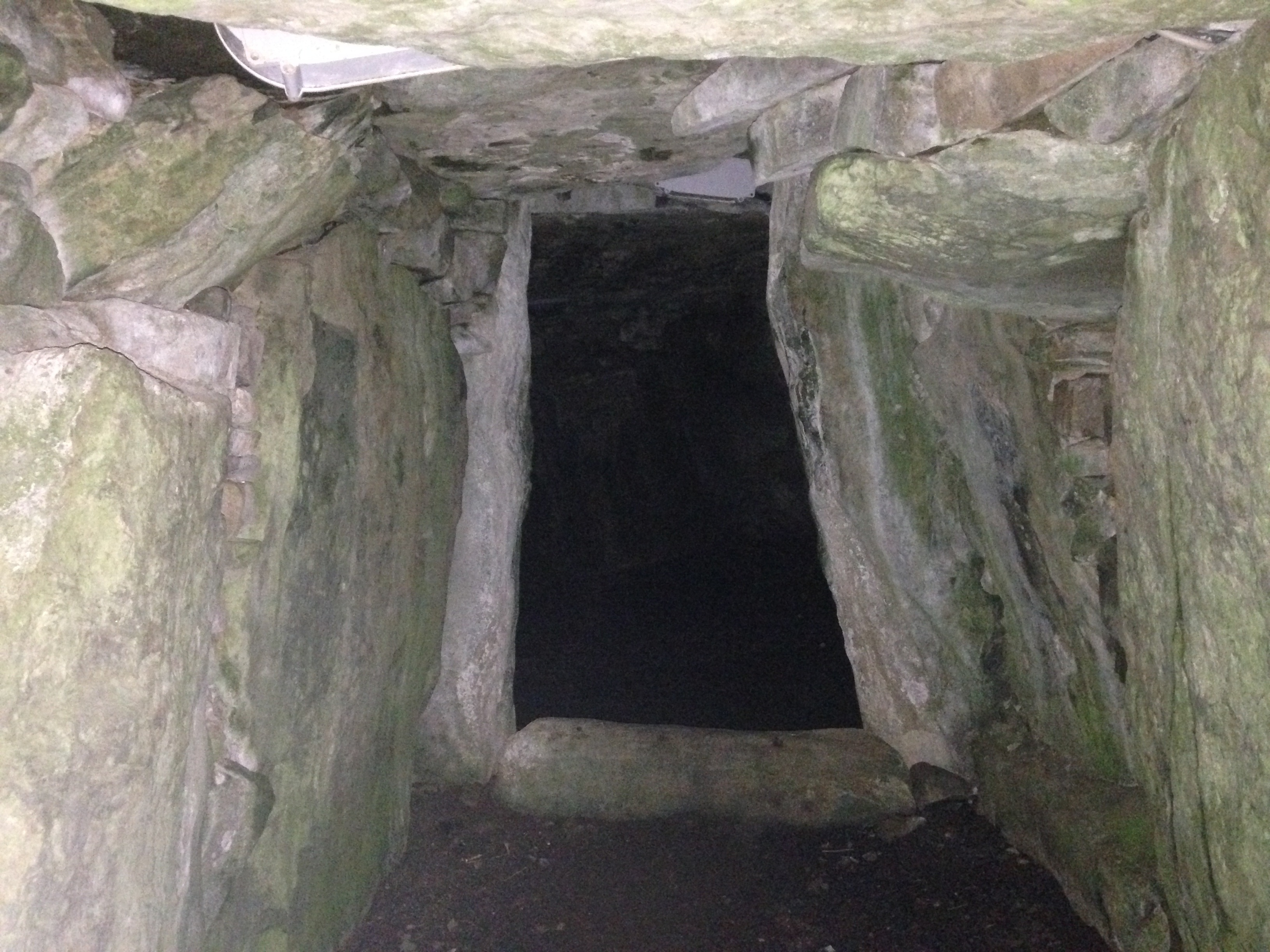
Вхід до камери

Випуклий центральний камінь відбиває сонячне світло в темноту заглиблення, висвітлюючи там прикрашені камені. Потім промені повільно відходять уздовж правого боку проходу, і приблизно за дві години сонце відходить від Південного Дауту.